# Europapreis
Der Europapreis ist eine 1955 durch das Ministerkomitee des Europarats ins Leben gerufene Auszeichnung, die alljährlich an eine oder mehrere Gemeinden verliehen wird, die hervorragende Leistungen für die Verbreitung des europäischen Einigungsgedankens erbracht haben. Als erste Stadt erhielt das englische Coventry diesen Preis.

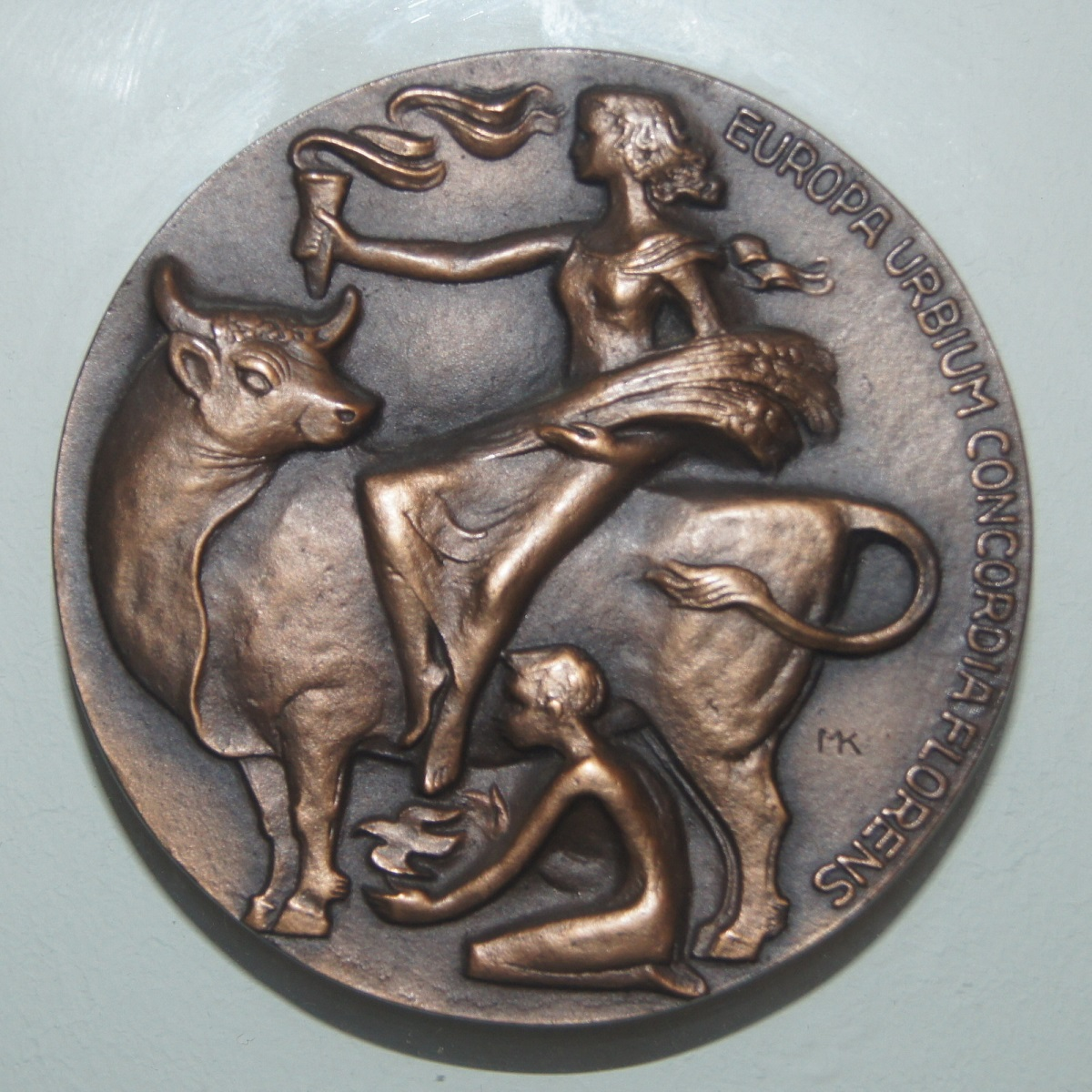
Bronzemedaille des Europapreises

## Bewerbung und Verleihung
Jede Stadt oder Gemeinde eines der Mitgliedsstaaten des Europarats kann sich bewerben. Voraussetzungen für eine erfolgreiche Bewerbung sind Erfahrungen durch Städtepartnerschaften mit ausländischen Gemeinden und das aktive Bemühen um die Entwicklung dieser Beziehungen. Die Bewerbung muss durch den Ersten Stadtverordneten, Bürgermeister oder Oberbürgermeister schriftlich bis zum 31. Dezember eines jeden Jahres beim Ausschuss für Umwelt, Landwirtschaft und Gebietskörperschaften des Europarats eingereicht werden. Alljährlich im März oder April prüft der Unterausschuss für den Europapreis (bestehend aus Mitgliedern der Parlamentarischen Versammlung, Präsident ist seit 2010 der Deutsche Axel E. Fischer) die Bewerbungen, trifft seine Auswahl und legt sie anschließend dem Ausschuss für Umwelt, Landwirtschaft und Gebietskörperschaften der Parlamentarischen Versammlung zur Billigung vor. Die ausgewählten Gemeinden erhalten ein Bestätigungsschreiben mit Vorschlägen zur Organisation der Zeremonie. Die Bewerbung bleibt mehrere Jahre gültig, jedoch muss die Gemeinde jährlich einen Tätigkeitsbericht über ihr europäisches Engagement vorlegen. Auf Grund der Vorlage eines solchen Tätigkeitsberichts über das europäische Engagement der Gemeinde im vergangenen Jahr kann eine Auszeichnung der nächsthöheren Stufe beantragt werden, wobei dem Antrag möglichst entsprechende Zeitungsberichte beigefügt werden sollten.

## Auszeichnungsstufen
Der Europapreis ist in vier Auszeichnungsstufen unterteilt (in aufsteigender Bedeutung):

### Europadiplom
Das Europadiplom bildet die erste Stufe bei der Auswahl der Europa-Preisträger. Alljährlich werden etwa 30 Diplome vergeben. Im Rahmen einer offiziellen Zeremonie im Europapalais in Straßburg, die während der Juni Sitzung der Parlamentarischen Versammlung stattfindet, wird den Bürgermeistern der preisgekrönten Städte ein Europadiplom überreicht, auf dem der Name der ausgezeichneten Stadt und das Jahr der Verleihung eingetragen sind.

### Ehrenfahne
Eine begehrte Auszeichnung ist die mit Gold bestickte und Goldfransen versehene Ehrenfahne. Sie ist Voraussetzung für die spätere Verleihung der Ehrenplakette und des eigentlichen Europapreises. Jedes Jahr werden zwischen 20 und 25 Ehrenfahnen verliehen. Im Rahmen einer von der Gemeinde veranstalteten Zeremonie überreicht ein Mitglied der Parlamentarischen Versammlung der ausgezeichneten Gemeinde die Ehrenfahne.

### Ehrenplakette
Die im Jahr 2001 neu gestaltete Ehrenplakette besteht in ihrem Oberteil aus Bronzefiguren, welche die Entführung Europas darstellen. In ihrem mittleren Teil umrahmen die zwölf Europasterne die Jahreszahl der jeweiligen Verleihung der Plakette, während auf ihrem unteren Teil eine stilisierte Karte des erweiterten Europas in zarten Strichen sowie der Name der geehrten Gemeinde erscheinen. Die Plakette ist auf einer durchsichtigen Stütze angebracht. Die Ehrenplakette wird der ausgezeichneten Stadt von einem Mitglied der Parlamentarischen Versammlung im Rahmen einer Zeremonie überreicht, zu der die Bevölkerung eingeladen wird. Pro Jahr erhalten etwa acht bis zehn Gemeinden diese Auszeichnung. 2016 unter anderem die deutschen Orte Besigheim (Baden-Württemberg), Coburg (Bayern), Erlangen (Bayern), Gotha (Thüringen) und Murrhardt (Baden-Württemberg).

### Europapreis
Der Europapreis ist die höchste Stufe der vier Auszeichnungen einer Stadt oder Gemeinde für außergewöhnliche Leistungen zur Förderung des europäischen Einigungsgedankens. Den Preis erhalten jährlich eine oder zwei Gemeinden, die bereits im Besitz der Ehrenfahne und der Ehrenplakette sind. Der Europapreis besteht aus einer Trophäe, die ein Jahr lang in der preisgekrönten Gemeinde verbleibt, einer Bronzemedaille, einer Erinnerungsurkunde und einem Stipendium, das den Jugendlichen der ausgezeichneten Gemeinde für eine Studienreise in Europa zugutekommt. Der Preis wird durch den Präsidenten der Parlamentarischen Versammlung des Europarats in Anwesenheit des Unterausschusses für den Europapreis anlässlich eines von der Gemeinde veranstalteten Europatages übergeben. 1984 schlossen sich alle Städte, die mit dem Europapreis ausgezeichnet wurden, zu einer Arbeitsgemeinschaft der Europapreisträgerstädte zusammen. Deren Vertreter treffen sich mindestens einmal jährlich.

## Aktueller Preisträger des Europapreises
Als Preisträger des Jahres 2025 wurde die türkische Stadt Gaziantep ausgezeichnet.
Zur Auswahl standen neben Gaziantep weitere 5 Städte: Augsburg, Münster, Birštonas in Litauen, Płońsk in Polen und Winnyzja in der Ukraine.
Liste der Preisträger des Europapreises (nach Ländern, chronologisch)
Belgien:
- 1960 Brugge
- 1972 Zelzate
- 1978 Tubize
- 1982 Braine-l’Alleud
- 2004 Oudenaarde

Dänemark:
- 1960 Aarhus
- 1988 Aalborg

Deutschland:
- 1956 Offenbach am Main
- 1961 Schwarzenbek
- 1965 Tübingen
- 1969 Karlsruhe
- 1973 Würzburg
- 1975 Darmstadt
- 1980 Passau
- 1981 Braunfels
- 1987 Berlin-Neukölln
- 1993 Bocholt
- 1993 Mülheim an der Ruhr
- 1997 Regensburg
- 1999 Speyer
- 2007 Nürnberg
- 2011 Hünfeld
- 2013 Altötting
- 2015 Dresden

Frankreich:
- 1956 Puteaux
- 1957 Bordeaux
- 1963 Aubenas
- 1967 Straßburg
- 1969 Nancy
- 1974 Mâcon
- 1977 Avignon
- 1990 Plouguerneau
- 2000 Marvejols
- 2011 Landerneau
- 2020 Amilly (Loiret)

Griechenland:
- 1960 Rhodos

Italien:
- 1957 Turin
- 1962 Palermo
- 1968 Faenza
- 1971 Udine
- 1974 Cesenatico
- 1989 Lucca
- 1995 Bologna
- 2012 Corciano

Litauen:
- 2003 Klaipėda (Memel)

Niederlande:
- 1958 Den Haag
- 1986 Arnhem
- 1992 Delfzijl

Norwegen:
- 1965 Kristiansand

Österreich:
- 1958 Wien
- 1964 Innsbruck
- 1979 Graz
- 1986 Klagenfurt
- 1994 Linz
- 2001 St. Pölten

Polen:
- 1998 Częstochowa (Tschenstochau)
- 2002 Gdynia (Gdingen)
- 2008 Kattowitz
- 2014 Słupsk (Stolp)
- 2017 Lublin
- 2023 Bolesławiec (Bunzlau)

Rumänien:
- 2012 Sighișoara

Russland:
- 2005 Kaliningrad (Königsberg)

Schweden:
- 2015 Vara

Schweiz:
- 1970 Sierre
- 1983 Lausanne

Spanien:
- 1985 Santiago de Compostela
- 2016 Girona
- 2019 Donostia-San Sebastián
- 2024 Terrassa

Türkei:
- 1959 Istanbul
- 1991 Bursa
- 2009 Ankara
- 2022 Izmir
- 2025 Gaziantep

Ukraine:
- 2010 Charkiw
- 2018 Ivano-Frankivsk
- 2021 Chmelnyzkyj

Ungarn:
- 2006 Szeged
- 2013 Tata

Vereinigtes Königreich:
- 1955 Coventry
- 1976 Devon County Council
- 1983 Leamington Spa
- 1996 Wansbeck District Council
- 2000 Cockermouth

## Die Statuten
Artikel 1
Der vom Europarat gestiftete Europapreis wird alljährlich durch den Ausschuss für Umwelt, Landwirtschaft und Gebietskörperschaften der Parlamentarischen Versammlung an eine oder mehreren Gemeinden verliehen, die nach Auffassung des Ausschusses hervorragende Leistungen für die Verbreitung des europäischen Einigungsgedankens erbracht haben.
Artikel 2
Der Europapreis besteht aus einem Wanderpreis, einer Bronzemedaille, einer Ehrenurkunde und einem Geldbetrag für eine Reise innerhalb Europas für einen oder mehrere Jugendliche der ausgezeichneten Gemeinde.
Artikel 3
Eine Ehrenplakette wird an gewisse Gemeinden verliehen, die schon seit mehreren Jahren Träger der Ehrenfahne sind und die für ihre Leistungen zur Verbreitung des europäischen Gedankens als würdig für diese Auszeichnung erachtet werden. Diese Auszeichnung ist eine Vorstufe zum Europapreis.
Artikel 4
Eine Ehrenfahne des Europarates wird an bestimmte Gemeinden verliehen, die auf Grund ihrer Arbeit im Sinne des Europagedankens ebenfalls für eine Auszeichnung für würdig erachtet werden. Diese Gemeinden sind grundsätzlich unter denen ausgewählt, die das Europadiplom erhalten haben.
Artikel 5
Ein Europadiplom wird denjenigen Gemeinden verliehen, deren europäische Leistungen zwar anerkannt werden, doch deren Bewerbung für die Verleihung der Ehrenfahne noch verhältnismäßig neu ist.
Artikel 6
Der Ausschuss wählt die auszuzeichnende Gemeinde aus dem Kreis jener aus, die sich beworben haben.
Artikel 7
Die Bewerbung einer Gemeinde ist durch den Ersten Stadtverordneten, Bürgermeister oder Oberbürgermeister, vor dem 31. Dezember jeden Jahres an das Generalsekretariat des Europarates zu richten. Der Bewerbung ist ein gesondertes Dokument beizufügen, aus dem ersichtlich ist, was die Gemeinde im Einzelnen für die Verbreitung des Gedankens der Einheit Europas geleistet hat; der beigefügte Fragebogen ist entsprechend auszufüllen. Eingereichte Bewerbungen bleiben auch für die kommenden Jahre aufrecht. Nichtsdestoweniger sollten die betreffenden Gemeinden in jedem Jahr erneut ergänzende Berichte über ihre Tätigkeiten für ein vereintes Europa während des abgelaufenen Jahres vor dem 31. Dezember einreichen.
Artikel 8
Die sich bewerbenden Gemeinden verpflichten sich, die Preisverleihungsbestimmungen zu beachten und anzuwenden. Die Preisträger des Europapreises verpflichten sich, untereinander engere Kontakte herzustellen, insbesondere durch regelmäßige Veranstaltungen von Treffen der Europapreisträger in einer der Mitgliedsstädte (Arbeitsgemeinschaft der Europapreisträgerstädte).